# Dionizy (Pomakow)
Dionizy, imię świeckie Ewstatij Antonow Pomakow (ur. 1835 w Berkowicy, zm. w maju 1875 w Sofii) – bułgarski biskup prawosławny.

## Życiorys
Wykształcenie podstawowe uzyskał w rodzinnym mieście, następnie został posłusznikiem w monasterze Świętych Cyryla i Metodego w Klisurze. Tam najpóźniej w 1867 złożył wieczyste śluby mnisze przed jego przełożonym archimandrytą Antymem, przyjmując imię zakonne Dionizy. W 1867 został wyświęcony na hierodiakona, służył razem z metropolitą sofijskim Doroteuszem, który ówcześnie przebywał na stałe w Berkowicy. W latach 1869–1872 uzyskał średnie wykształcenie teologiczne w seminarium w Karłowicach Sremskich (według innego źródła uczył się w Belgradzie). Po powrocie do Bułgarii podjął pracę nauczyciela w Berkowicy, po czym został wyświęcony na kapłana i mianowany biskupim namiestnikiem (dziekanem) berkowickim.
25 czerwca 1873 otrzymał nominację na metropolitę łoweckiego, zaś 7 lipca 1873 w soborze św. Szczepana w Stambule odbyła się jego chirotonia biskupia. W swojej eparchii podjął szczególne starania na rzecz szerzenia oświaty, odwiedzał wszystkie prowadzone przez administraturę placówki duszpasterskie, występował z kazaniami. Zaangażowany w narodowy ruch bułgarski.
Po roku od objęcia urzędu biskupiego zwrócił się do Dżewdeta paszy, ministra sądownictwa i wyznań religijnych Wysokiej Porty, ze skargą na tureckie władze miasta Orchanie. W rezultacie wszczęte zostało przeciwko niemu postępowanie sądowe. Jeszcze przed jego zakończeniem biskup Dionizy zachorował na gruźlicę i wyjechał do Sofii, gdzie zmarł. W powszechnym mniemaniu Bułgarów został otruty przez Turków, którym nie na rękę była jego działalność oświatowa i patriotyczna.